# 칠곡 지경당
칠곡 지경당(漆谷 止敬堂)은 대한민국 경상북도 칠곡군 왜관읍 매원리에 있는 건축물이다. 2014년 2월 17일 경상북도의 문화재자료 제620호로 지정되었다.

## 개요
지경당은 경북 남부지역에서 주로 나타나는 튼 ‘ㅁ’자형 배치형식을 잘 보여주고 있으며, 서고를 둔 안채의 공간구성과 팔작 지붕처럼 꾸민 가구와 지붕의 구성이 돋보이며, 사랑대청 상부의 흔치 않은 천장형식이 눈길을 끈다.
19세기 중후반 이후의 양식 편년을 읽게 하는 키 큰 창호 모습을 엿 볼 수 있는 가옥으로 내외담 등 일부가 멸실되었지만 전체적으로는 건립 당시의 모습을 비교적 잘 간직하고 있을 뿐만 아니라, 전통마을의 풍광이 살아 있는 매원 마을 경관의 주요한 요소 중 하나로 문화재로 지정하여 보존ㆍ관리하는 것이 바람직할 것으로 판단되어 문화재자료로 지정한다.

## 참고 자료
- 칠곡 지경당 - 국가유산청 국가유산포털